# سنج و دمام

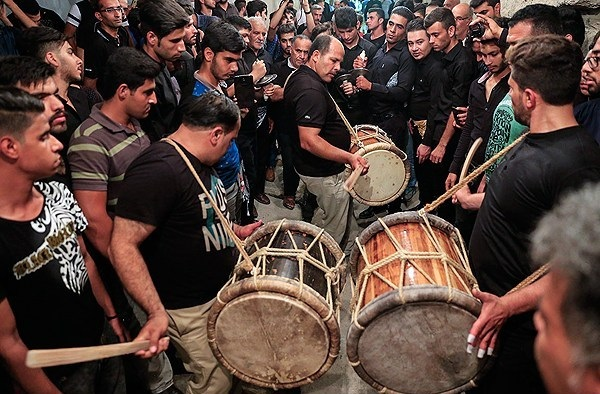

سنج و دمام، مراسمی است سنتی که در ایام عزاداری مذهبی( شیعیان) در استان های خوزستان، بوشهر و هرمزگان از دیرباز تاکنون اجرا می‌شده‌است. یک گروه سنج و دمام معمولاً هفت، نه یا یازده دمام، تعدادی سنج و یک بوق است. بعضی نیز یک گروه سنج و دمام را فقط هفت دمام،هشت سنج و یک بوق دانسته‌اند.

## اجزای تشکیل دهنده یک گروه سنج و دمام

### بوق
معرب این کلمه بوکسینا و از آلات بادی می باشد. بوق، سازی ساده و مارپیچی شکل است با امتداد مخروطی و دهانه ای بازتر و طولی بین ۴۰ تا ۸۰ سانتی متر که با دمیدن از دهانه کوچک نواخته می شود.بوق‌، سازی ویژه در بین سازهای محلی ایران است. فقط در فرهنگ موسیقایی بوشهر واقع در شمال خلیج فارس رواج دارد و  منحصراً برای آیین عزاداری امام سوم شیعیان یا دیگر بزرگان دینی نواخته می‌شود. بوق معمولاً همراهی‌کننده گروه نوازندگان سنج و دمام است و به صورت متناوب با دیگر نوازندگان همراهی می‌کند. نوازنده بوق گاه شروع‌کننده مراسم سنج و دمام نوازی است. بوق در اصل همان شاخ نوعی گوزن آفریقایی به نام Antelope یا Kudo است. همچنین این ساز در قدیم از شاخ بز کوهی تهیه می‌شد ولی امروزه از نوع مصنوعی نیز ساخته می‌شود. صدای بسیار بلند و مهیبی دارد و بدون نیاز به دستگاه تقویت‌کننده، از فاصله‌های دور شنیده می‌شود. نوازنده بوق با دمیدن بر سوراخ کوچکی که در انتهای باریک ساز تعبیه شده است، می‌تواند بین دو تا سه نت موسیقی را تولید کند. در نتیجه نمی‌توان انتظار داشت، بوق همانند دیگر سازهای ملودیک، بتواند ملودی‌های رنگارنگی تولید کند. صداهای تولید شده توسط این ساز، در یک گروه کوبه‌ای سنج و دمام، ترکیب زیبایی از صداهای کوبه‌ای و کششی ایجاد می‌کند. امروزه در برخی آثار ارکستری از این ساز به صورت محدود استفاده می‌شود ولی کاربرد اصلی اش همچنان محدود به آیین عزاداری بوشهر است  . در بوشهر چهار بوق اصلی وجود دارد که آذین بندی مخصوصی شده‌اند، البته در حومه بوشهر نیز بوقهایی وجود دارند (مانند محلات هلیله، خواجه‌ها، بندرگاه و امامزاده) که به تأیید افراد محلی آن‌ها نیز از هند آورده شده‌اند البته به نظر می‌رسد که این بوق‌ها اصالتاً آفریقایی هستند ولی تا آنجا که به حافظه افراد بومی مربوط می‌شود این بوقها از هند آورده شده‌اند.
در قسمت فوقانی بوق کوی بهبهانی‌های بوشهر سری از جنس نقره قرار دارد که به آن تاج می‌گویند. تاج این بوق در هندوستان ساخته شده و بر روی آن قلم زنی شده‌است و هم‌زمان با این بوق که جزو قدیمی‌ترین بوقهای منطقه‌است وارد بوشهر شده‌است البته از دیگر زینتهای این بوق حلقه‌هایی است که مانند طوق بر روی آن قرار گرفته و همچنین دسته‌ای که در ابتدای بوق مشاهده می‌شود این زینتها همگی از جنس نقره می‌باشند و حکاکی شده‌اند بوق کوی بهبهانی‌ها پنج طوق داشته که دو تای آن مفقود شده و در حال حاضر تنها سه طوق دارد. بوق دارای صداهایی از دو اکتاو است و با فشار هوا و تغییر لب فواصل آن عوض می‌شود. ابتدا و انتهای سنج و دمام بوق زده می‌شود و در حین اجرای سنج و دمام این ساز بداهه نوازی می‌کند بوق یک سوراخ (دهنی) و یک خروجی دارد. بوقها دارای اندازه‌های متفاوتی هستند مثلاً بوق مسجد بهبهانیها سه پیچه بوده و بزرگتر از بوق مسجد شنبدی است که دو پیچ دارد. بوق بهبهانی‌ها یکصد و چهار سانتیمتر طول و هشتاد و شش سانتی‌متر ارتفاع دارد. به منظور حفظ و ممانعت از تخریب این ساز هر چند گاه یک بار با روغن کنجد آن را چرب می‌کنند، این کار مانع از ترک خوردن آن می‌شود.

### سنج
این ساز از دسته سازهای زنگ وار، بدون ارتفاع معین است. متشکل از دو قرص فلزی مدور به قطر ۳۰ تا ۴۰ سانتیمتر که به هم کوبیده می‌شوند (قرص‌ها بی شباهت به سینی نیستند). هر یک از قرص‌ها در ناحیهٔ مرکزی پشت خود حلقه‌ای چرمی دارند که نوازنده آن را به دست می‌کند. اجرای متداول بیشتر این است که لبهٔ قرص را با یکدیگر در تماس دهیم یا یک قرص را بر قرص دیگر سُر دهیم . همچنین می‌گویند آلیاژی است از هفت فلز که به آن هفت جوش گویند. این ساز نیز از شهر پونای هند آورده شده‌است، سنج سر ضرب را نگه می‌دارد، البته بعضی از نوازندگان هنگام نوازندگی سنج اصطلاحاً ریز می‌گیرند و به عبارتی ریتم را خرد می‌کنند. این ساز دارای قطری بین بیست تا بیست و پنج سانتی‌متر و دارای دسته‌ای کوتاه به اندازه ده سانتی‌متر است و برای اینکه بر اثر تماس با دست زنگ صدای آن از بین نرود دسته‌ها را با تکه‌های پارچه عایق می‌کنند.

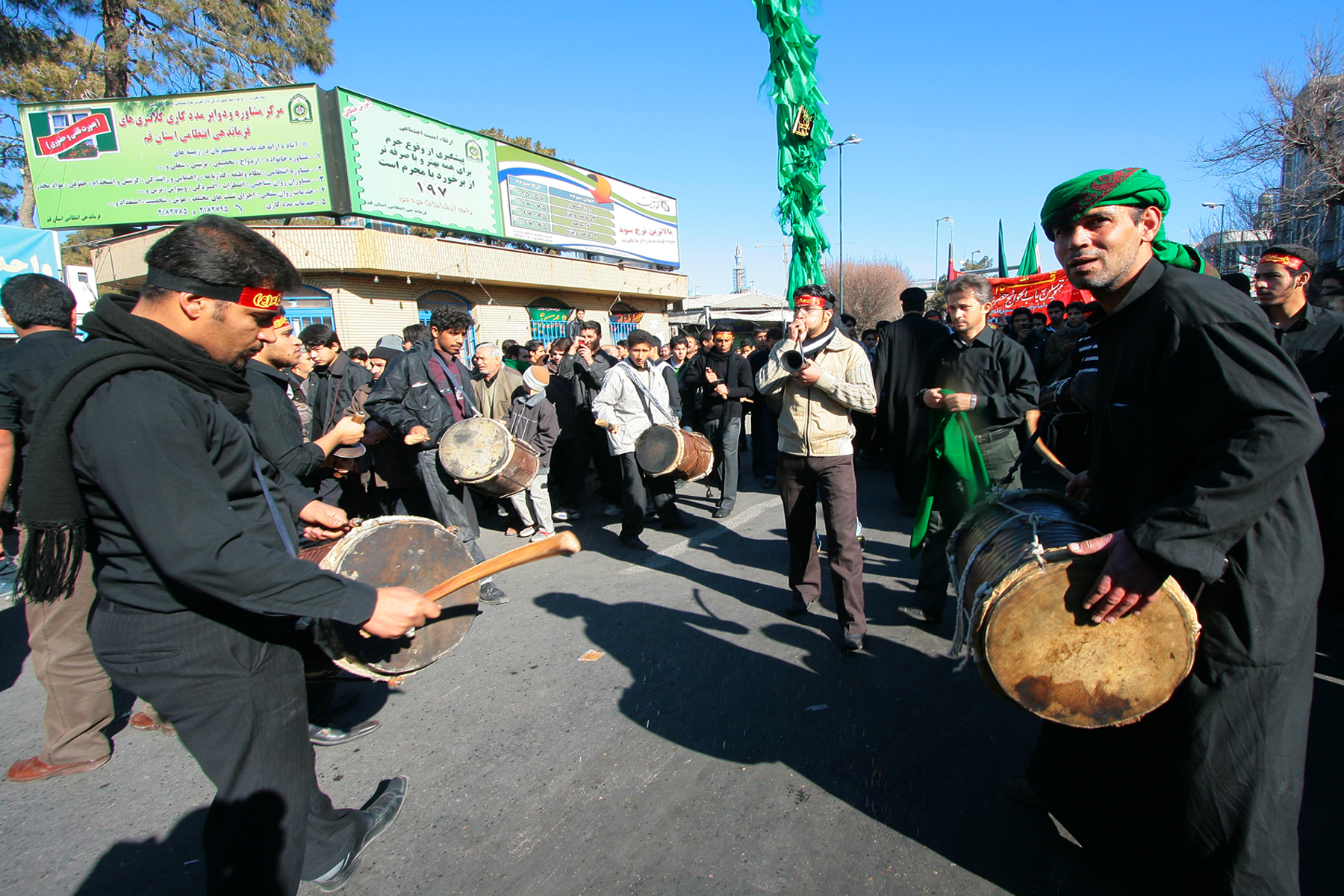
مراسم دمام زنی در دسته عزاداری

### دمام
نوازنده با چوبی از جنس شاخه‌های درخت خرما بر روی آن می‌نوازد این چوب با اندازه‌ای حدود چهل سانتی‌متر باید هنگام نوازندگی در دست راست نوازنده باشد و بر آن طرف از دمام نواخته شود که بدون علامت است، نوازنده همچنین با دست دیگر خود (بدون چوب) بر آن سوی دمام (که نشاندار است) می‌نوازد. طرف نشاندار را که طرف دستی یا شمالی نیز می‌گویند دارای صدایی زیرتر است.
دمامها بنا به مورد استفاده‌ای که در یک گروه سنج و دمام دارند دارای ابعادی متفاوت هستند ولی ضخامت همه پیپ‌ها حدود دو سانتی‌متر است که در لبه‌ها به یک سانتی‌متر می‌رسد.

## انواع دمام
در یک گروه سنج و دمام سه نوع دمام وجود دارد:

### دمام اشکون
این دمام به نسبت سایر دمام‌ها باید کوچکتر باشد و صدای بهتری نیز داشته باشد. در مساجد یک دمام مخصوص را برای این کار در نظر می‌گیرند و هنگام پوست‌گیری در مورد آن دقت بیشتری معمول می‌دارند، قطر این دمام حدود سی تا سی و چهار سانتی‌متر و طول آن تقریباً چهل و پنج سانتی‌متر است. همان‌طور که از اسم این دمام بر میآید کار اصلی آن بداهه نوازی و شکستن ریتم است و ریتمهای آن غالباً ضد ضرب اجرا می‌شود. بعد از اشکون سایر دمامها را «غمبر» می‌نامند ولی معمولاً منظور از دمام غمبر، دو دمامی است که بعد از دمام اشکون رو به روی یکدیگر قرار می‌گیرند ریتم این دو دمام با چهار دمام دیگر فرق می‌کند و همین‌طور است اندازه آنها، طول تقریبی این دو دمام بین چهل تا پنجاه سانتی‌متر است و قطر آن‌ها حدود سی و هشت سانتی‌متر می‌باشد سایر دمامهای غمبر دارای ریتمی ساده می‌باشند و از نظر اندازه نیز کوچکتر از دو دمام غمبر یاد شده. این دمامها نیز قطر حدود سی تا سی و چهار سانتی‌متر و طولی برابر با چهل و هفت تا پنجاه سانتی‌متر دارند. نکته‌ای که باید مورد توجه قرار داد این است که در وهله اول این ریتم و شیوه اجراست که دمامها را از یکدیکر متمایز می‌سازد و موجب ایجاد نامهای مختلف بر آن‌ها می‌شود.
در بوشهر افرادی هستند که به‌طور حرفه‌ای به ساختنِ دمام می‌پردازند.

## نواختن سنج و دمام

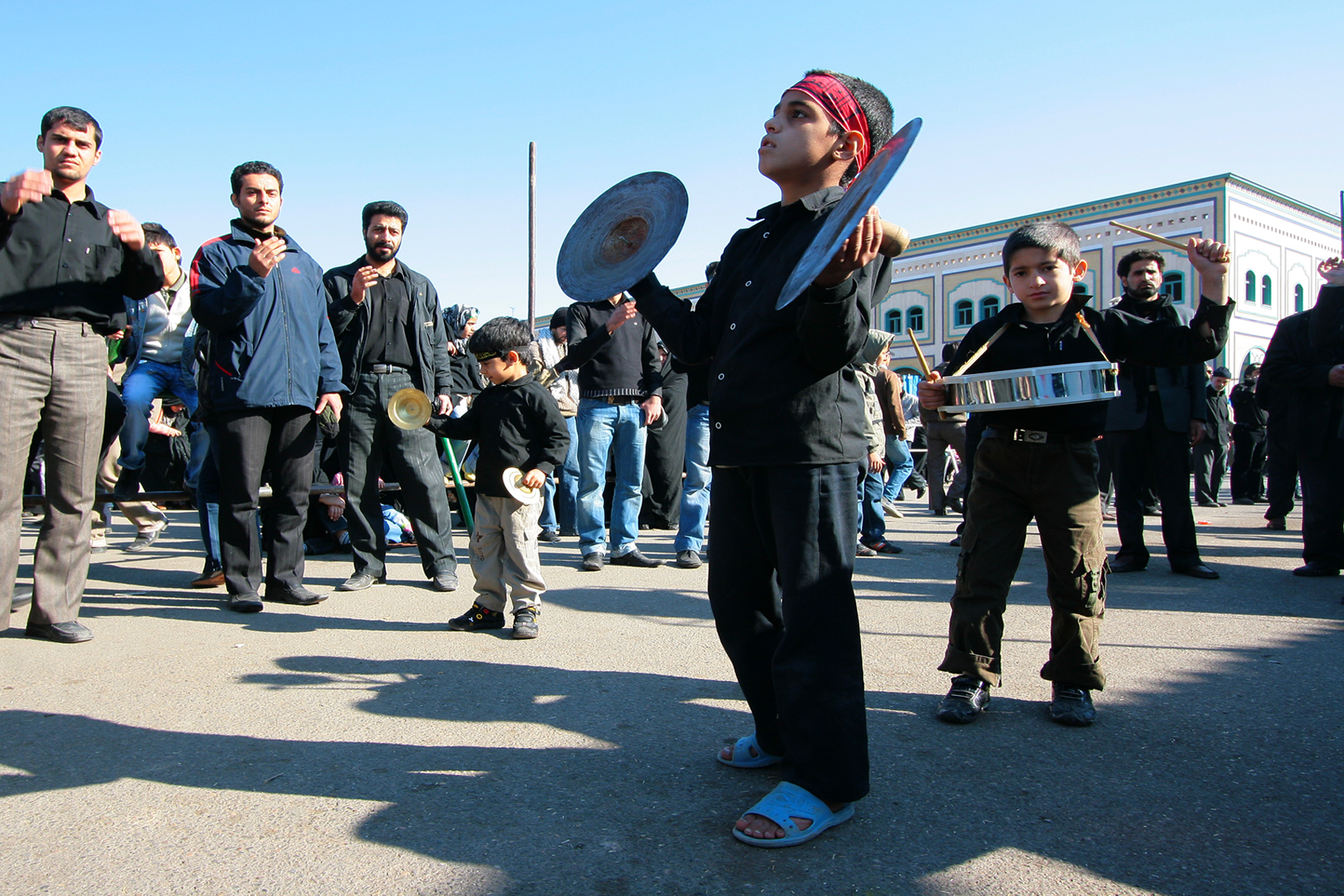
مراسم سنج زنی در عزاداری محرم

در گذشته برای جمع‌آوری عزاداران و سینه زنان بعد از ذکر و روضه و زیارتنامه و قبل از سینه زنی مراسم سنج و دمام اجرا می شده‌است. هر محله تعدادی دمام داشته که در مراسم عزاداری به کار بسته می‌شده است.
هر گروه یا بر دمام (BOR) شامل هفت عدد دمام، هشت عدد سنج و یک عدد بوق بوده‌است. سنج و دمام در چهار محل (محله بهبهانی، شنبدی، کوتی و دهدشتی) اجرا می‌شده و گاهی به منظور رقابت با یکدیگر تا یک ساعت ادامه می‌یافته. لازم به ذکر است که مراسم سنج و دمام در زمان رضا شاه ممنوع بوده هر چند دوباره آزاد شد. ریتم دمام در هنگام راه رفتن و هنگام ایستادن متفاوت بوده، مثلاً هنگام ایستادن اشکون زن تک چوب می‌زده و هنگام حرکت به اصطلاح سه چوب. نکته قابل ذکر اینکه دمام “غمبر“ دارای ریتم‌های متفاوتی است و این ریتم‌ها متناسب با اشکون تغییر می‌کند. گرگ علی خسروی پیرمرد کوی شنبدی می‌گفت: من در جوانی بیست نمونه غمبر می‌زدم و با اینکه کار اصلی غمبر با دست چپ می‌باشد تمامی شنوندگان را جذب خود می‌کردم. واقعیت این است که اشکون زن با نگاه به دست غمبر زن و شنیدن ریتم قادر به شکستن، متناسب با ریتم بوده‌است. ماشاالله فرجی نوازنده صاحب سبک اشکون می‌گفت: من مجموع دمام‌ها و خصوصاً غمبر را زمان اشکون زدن از نظر می‌گذراندم و متناسب با ریتم و حال و هوای آن اشکون می‌زدم اما غمبر همانطور که گفته شد ریتم‌های متفاوتی دارد. از آن جمله تک چوب که پس از نواختن هر چوب بر روی پوست عیناً دست چپ پاسخ دست راست را می‌دهد (شایان ذکر است که اصطلاح تک چوب در خصوص غمبر با آنچه در مورد اشکون با همین نام ذکر کردیم دارای معنای متفاوتی است). در شب بیست و هشتم ماه صفر“ دو بر “به معنای دو گروه دمام به راه می‌افتادند. البته باید گفت که مواردی بیش از دو بر نیز بوده‌است ولی آنچه بیشتر مورد تأکید است وجود دو بر دمام است. این عمل که در پایان ماه صفر و پس از دو ماه عزاداری و از طرفی به علت احترام بیشتر به محمد بن عبدالله انجام می‌شود با دو بر کامل و مجزا از دو سو یعنی در کل چهارده دمام، شانزده سنج و یک بوق که نقش رهبری را ما بین دو بر ایفا می‌کند همراهی می‌شود. در محله بهبهانی یک بر دمام به سیاه پوستان مقیم اختصاص می‌یافت، در این شب بخصوص سیاهان تا یک ساعت دمام می‌زدند و در تمام این مدت دمام را به کس دیگری نمی‌دادند. (در بوشهر رسم است که نوازندگان پس از مدتی نوازندگی جای خود را با افراد جدیدی که تمایل به نوازندگی دارند می‌دهند) حال آنکه در سایر روزها دمام به دست سایر افراد محل نیز می‌افتاد در این بین گاهی به سر دسته دمامی‌ها شال (که اهمیت آن به باور مردم باز می‌گردد) می‌دادند مردم باور داشتند که شال خلعتی است که از طرف حسین بن علی برای آن عزادار فرستاده شده البته مردم نیز در هنگام شال دادن پول هدیه می‌کردند. می‌گویند مرحوم آمبومون (عمو بمان -بمان جان باباحاجی) که سیاه‌پوست بوده (و سردسته دمامیهای محله بهبهانی) زمانی که گرم نواختن اشکون می‌شد چیزی را نیز زمزمه می‌کرد. جعفر بردک نیا اعتقاد داشت که او وردی را با لهجه سومالیایی با ریتم تلفیق می‌نمود. در راس یک بر دمام، دمام اشکون قرار دارد، کار این دمام شکستن ریتمی می‌باشد که توسط سایر دمام‌ها ایجاد شده‌است قابل ذکر است که در حال حاض نوازندگان صاحب سبکی وجود دارند که این ساز را با حال وهوای خود می‌زنند. در واقع بهترین نوازنده این ساز کسی است، که بهتر بداهه بنوازد و ارتباط بهتری با سایر سازها و مستمعین ایجاد کند. در قدیم بودند کسانی چون عامبومون که ساده اشکون می‌زدند ولی در اشکون زدن هنوز هم آوازه آن‌ها باقی است. بعد از اشکون دو دمام غمبر که دارای ریتم متفاوتی با سایر دمامها هستند قرار می‌گیرند. بعضی از افراد قدیمی غمبر را همبار (HOMBAAR) تلفظ می‌کنند، همبار در زبان محلی به معنای ملایم و آرام است (همبار =هموار) و از آنجا که نوازنده غمبر نسبت به اشکون ملایمتر می‌نوازد و در واقع زیر صدای دمام است از این رو بعید نیست کلمه غمبر را از همبار گرفته باشند. بعد از دو دمام غمبر اصلی سایر دمام‌ها دو به دو روبروی هم قرار می‌گیرند، سنج‌ها نیز بیشتر در دو سر بر واقع می‌شوند. تنهاسازی که آزادانه حرکت می‌کند بوق است این ساز گاهی چندین متر از سایر سازهای گروه فاصله می‌گیرد. خصوصاً در ابتدای دمام، نوازنده بوق در آستانه مسجد است و اوست که سایر نوازندگان را از پایان زیارتنامه با سیهه‌ای که از سازش برمی خیزد مطلع می‌سازد، و دقیقاً در همین لحظه‌است که نوازنده دمام اشکون با ضرباتی شروع مراسم را به سایر سازها اعلام می‌کند. سرعت ریتم از ابتدا تند نیست بلکه کم‌کم تند می‌شود، اشکون زن نیز از ابتدا شروع به بدا هه نوازی و ضد ضرب زدن نمی‌کند بلکه همچون سایر سازها ریتمی ساده را اجرا می‌نماید. ختم مراسم سنج و دمام نیز توسط بوق اعلام می‌شود. در بیست و هشتم صفر دو بر دمام با فاصله از یکدیگر، هر کدام جداگانه به نواختن می‌پردازند و از آنجا که دو گروه، صدای یکدیگر را نمی‌شنوند، این بوق است که رهبری دو گروه را به منظور اجرا با سرعت ریتمی برابر تا زمان نزدیک شدن دو گروه به یکدیگر به عهده دارد. یک بر دمام معمولاً هفت، نه یا یازده دمام است. نکته قابل توجه فرد بودن دمام هاست، چون هر بر دمام تنها یک اشکون زن دارد. بعضی‌ها یک بر دمام را فقط هفت دمام هشت سنج و یک بوق دانسته‌اند. دمام، بوق و سنج را در قلندر خانه مسجد نگهداری می‌کنند و تا مراسم بعدی بند دمامها را آزاد کرده و برای در امان بودن از دست حیوانات موذی آن را از میخ آویزان می‌کنند.